# Bridget Boland
Bridget Boland, née le 13 mars 1913 à Grand Londres et morte le 19 janvier 1988 à Surrey, est une scénariste, dramaturge et écrivaine écossaise.

## Biographie
Elle est membre de la Auxiliary Territorial Service.